# ヘンリー・マーティン (レジサイド)

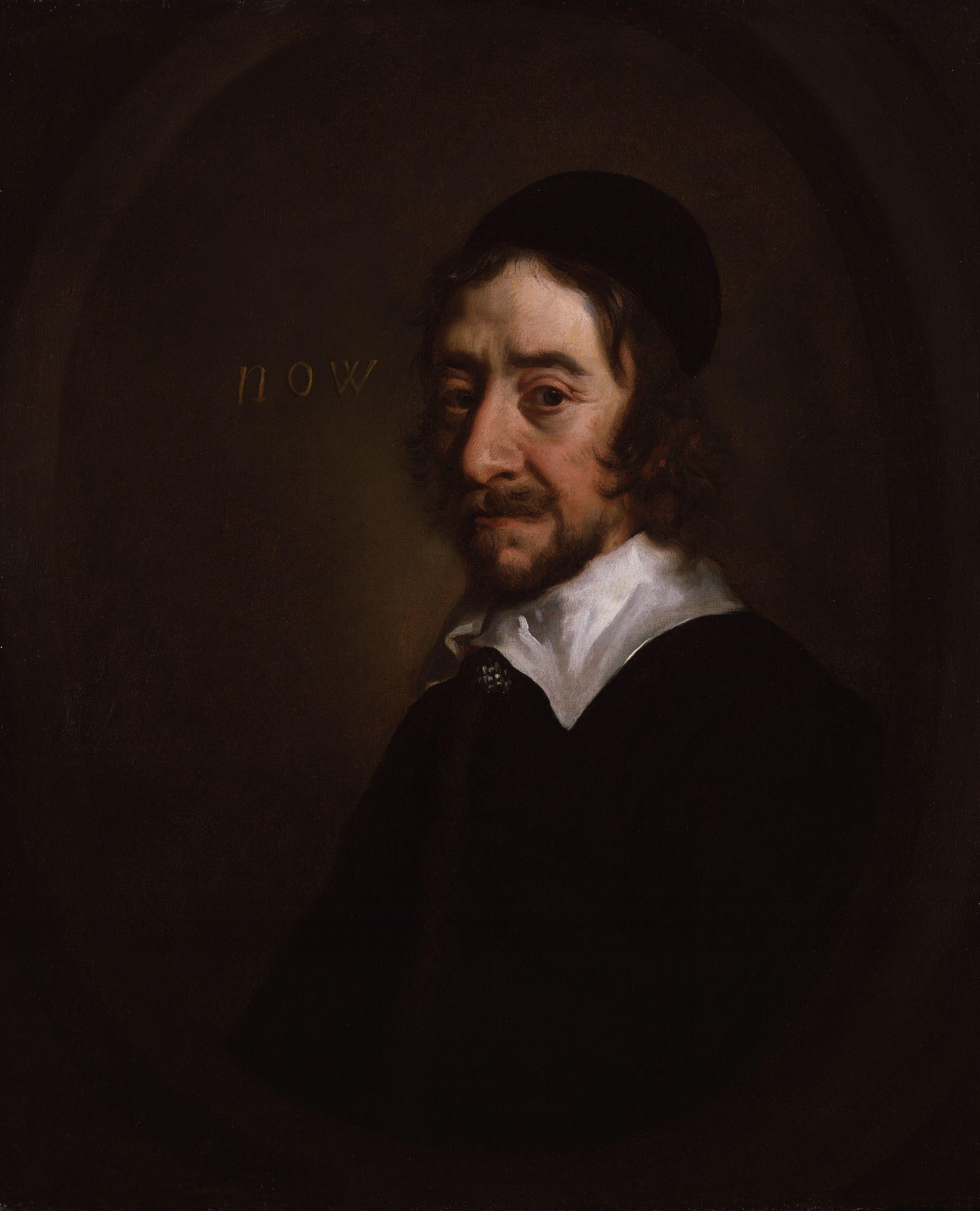
ヘンリー・マーティン（ピーター・レリー画）

ヘンリー・マーティン（英：Henry Marten, 1602年 - 1680年9月9日）は、清教徒革命（イングランド内戦）から王政復古期のイングランドの政治家。
急進的な共和主義者で言動がたびたび物議を醸した一方、イングランド王チャールズ1世処刑に署名（レジサイド）、イングランド共和国成立に尽力した。姓は日本語でマーテン、マーチンとも書かれ、英語はMartinとも表記される。

## 生涯
ジェントリ出身。同名のヘンリー・マーティンの息子としてオックスフォードで生まれ、オックスフォード大学を卒業、法曹院も卒業して1640年の短期議会・長期議会で庶民院議員に選出された。
内戦前から王政を批判したり、1641年12月に議会派のジョン・ピムに協力してロンドン塔確保を図ったりしている。ところが翌1642年に第一次イングランド内戦が始まると、早くも過激な言動で議会分裂を起こす寸前になり、議会が国王を攻撃するパンフレット焼却を命令したことに反対、議会の課税に抗議する法律家に反論、議会派司令官のエセックス伯ロバート・デヴァルーの軍事行動の遅さを皮肉る、ヘンリー・ベインら他の過激論者と共に早期和睦を求めるデンジル・ホリス、ブルストロード・ホワイトロックらと対立するなど、庶民院を分裂させかねない行為を繰り返した。
1643年になると一層エスカレートし、3月30日に庶民院の命令でロンドンのサマセット・ハウスを襲撃、内部にあった王妃ヘンリエッタ・マリア・オブ・フランスの礼拝堂を管理していたカプチン会修道士達を逮捕、礼拝堂の聖像やルーベンス作の祭壇画を破壊、4月にチャールズ1世が議会との和睦交渉に対する高圧的な返答を送った際、返答する必要は無いと発言した。更に偶像破壊を扇動して教会のステンドグラスや聖像を破壊して回ったり、王と和睦交渉していたノーサンバランド伯アルジャーノン・パーシーの手紙を勝手に開封して調べ、帰還したノーサンバランド伯から責められると開き直り、激怒したノーサンバランド伯に杖で頭を殴られる事件を引き起こしている。これらの行状でピムとも対立が生じていった。
7月に庶民院の過激派を率い、エセックス伯を非難してウィリアム・ウォラーを高く持ち上げ、7月13日のラウンドウェイ・ダウンの戦いでウォラーが敗れたことをエセックス伯の責任にして、ウォラーをエセックス伯とは独立した一軍の指揮官に仕立てようとした。このため議会軍に分裂の危機が訪れ、憤慨したエセックス伯が貴族院の和平派に鞍替えする寸前でピムが介入、分裂は避けられたがマーティンら過激派は不評を買い孤立した。
8月にジョン・ソルトマーシュという聖職者が「国王が議会の要求を受け入れないならば、国王と王家は根こそぎにされるべきだ」と主張、ソルトマーシュを弾劾した議会と反対の立場を取り主張に賛成、「多くの家族が滅ぼされるよりは1つの家族が滅ぼされる方がまだ良い」と発言したため、議会が大騒ぎになり議員達の怒りを買い、支持者からも見捨てられて議会から追放され、ロンドン塔へ投獄された。2週間後に釈放されたが議会活動が出来なくなり、3年後の1646年7月まで議会へ復帰出来なかった。
復帰後はオリバー・クロムウェルに接近、ベインとオリバー・シンジョン共々クロムウェルの支持者となった。一方で平等派とも繋がっていたとされ、1646年11月に出版された平等派の指導者ジョン・リルバーンが書いた本は、庶民院に貴族への闘争を呼びかけた内容が書かれ、リルバーンがマーティンに送った書簡が元になっている。また、平等派の著書の一部に書き加えていたともいわれ、国の最高機関を王に代わり70人の議員で構成する、かつてユダヤに存在した政治機関サンヘドリンの構想を提案したりしている。
急進的独立派に属し、1647年に議会でチャールズ1世との交渉打ち切りを主張したがクロムウェルとヘンリー・アイアトンに反対され（後にクロムウェルは変心）、1648年に軍を率いて北に留まっていたクロムウェルへ帰還を促し、プライドのパージが発生した直後にクロムウェルと再会、チャールズ1世の死刑執行令状に署名、1649年に成立したイングランド共和国の制度を整えた。貴族院廃止、王政廃止、国務会議の行政権委託など共和制を整備、国璽廃止や共和国の紋章作成なども実行、バークシャーを影響下に置いて共和国支持を取り付けた。だが1653年4月にクロムウェルがランプ議会を解散すると、ベインら他の共和主義者達と一緒に権力から排除された。そして王政復古後はチェプストウ城へ投獄、1680年に獄死した。
熱心な共和主義者で共和国実現に尽力した一方、宗教心に欠けていて長老派を嫌っていたとされる。クロムウェルとは1653年に排除されるまでは関係は良好で、体制にこだわらないクロムウェルと対照的に旧約聖書を引用して王政廃止を主張、1647年11月に幽閉中のチャールズ1世が脱走した際はクロムウェルの関与を疑い告発を考えたこともあったが、1649年1月にチャールズ1世の裁判が始まる前に彼の処刑の正統性を話し合ったり、死刑執行令状に署名する際にクロムウェルとインクを互いの顔になすり合ったというエピソードが残っている。またリルバーンに関する言及もあり、「もしジョン・リルバーンが世界にただ1人取り残されたとしたら、ジョンはリルバーンと論争し、リルバーンはジョンと論争するだろう」と彼の反抗精神を冗談に例えている。